# أندريه بري
أندريه بري (بالألمانية: André Brie) (و. 1950  م) هو سياسي، ومؤلف، وكاتب من ألمانيا، وألمانيا الشرقية، ولد في شفيرين، هو عضوٌ في الحزب اليساري الألماني.

## مناصب
تولى منصب عضو في البرلمان الأوروبي (20 يوليو 2004–13 يوليو 2009)
- عضو في البرلمان الأوروبي (20 يوليو 1999–19 يوليو 2004)[1]
- عضو مجلس الشورى الموحد مكلنبورغ-فوربومرن.

## جوائز
حصل على جوائز منها:
- Distinguished Service Medal of the National People's Army [الإنجليزية]‏.

## روابط خارجية
- أندريه بري على موقع مونزينجر (الألمانية)